# Armeria ebracteata
Armeria ebracteata är en triftväxtart som beskrevs av Auguste Nicolas Pomel. Armeria ebracteata ingår i släktet triftar, och familjen triftväxter. Inga underarter finns listade i Catalogue of Life.